# Skyrocket Company
『Skyrocket Company』（スカイロケットカンパニー）はTOKYO FMにて2013年4月1日より月曜 - 木曜 17:00 - 20:00 (JST) に放送されている情報番組である。

## 番組概要
「Skyrocket」は「狼煙」「打ち上げ花火」の意味で、番組掲示板の書き込み・メール・Twitter・生電話・スタジオ観覧などで明日への狼煙を上げる場として、20代 - 30代の社会人リスナーを応援する。
TOKYO FM渋谷スペイン坂スタジオ開設20周年記念番組としてスペイン坂スタジオから公開生放送で開始し、スタジオの閉鎖で2016年8月8日の放送からTOKYO FM本社のアースギャラリーから放送している。スペイン坂スタジオ時代も渋谷パルコの休館や台風接近で急遽アースギャラリーから放送した事例がある。
ラジオの中の会社「Skyrocket Company」で行われる夕方のアフター会議を想定して社歌もあり、主に毎週木曜日の18時と19時の時報直後にジングルとして用いる。スペイン坂スタジオ閉鎖後は、スタジオに関する歌詞部分を割愛している。
毎月1組のアーティストの楽曲を用いて働く社員を後押しする「スカレコ社員の歌」を、他局の「今週・今月の推薦曲」「パワープレイ」と同様に1か月間連続して放送する。最終週は当該アーティストがゲスト出演する。
18:10頃からの「PARCO Hot Seminar」は、社員に向けて開催する「明日やるべきホットなセミナー」として多方面からゲストを迎えたが、2018年4月から毎週金曜日21:30 - 22:00に移動し、2019年3月から毎月最終月曜日19時台に生放送となり、2021年3月に終了した。
番組で紹介され、本部長の共感を得たメッセージは「社判」が押される。
2013年10月に、スマートフォン向けの番組専用アプリを発表した。ダウンロード数はアプリ発表後1年間で2万ダウンロードを超えた。「社判」と合わせて番組参加状況によって、ポイントが付加され、不定期で飲食店等で使用できるクーポンを配布している。
2014年4月から2015年3月27日まで、スピンオフ番組として『Skyrocket Company週末会議』（ - しゅうまつかいぎ）を毎週金曜日17:00 - 17:25 (JST) に放送し、リスナーアンケート調査の結果報告や週末の外出情報を伝え、2014年10月3日からビジネス用語の解説やリスナーメッセージを紹介した。
2017年4月からゲストを招いたトークコーナーが独立し、『Skyrocket Company PARCO Hot Seminar』（ - パルコホットセミナー）を毎週金曜日21:30 - 21:55 (JST) に放送した。2019年3月29日に単独枠を終了して4月以降は毎月最終月曜日の19時台に放送し、2020年7月から「パル処（どころ）」と名称を改め、2021年3月29日にコーナーを終了した。
2018年9月に後続番組「TIME LINE」が終了し、10月から19:52まで放送時間が拡大された。2020年3月30日から「マイメロディのマイメロセラピー」が後続番組として放送され、19:48までの放送となる。
「マイメロセラピー」が2022年6月に終了し、7月より再び19:52までの放送時間になった。

## パーソナリティー
- 本部長 - マンボウやしろ
- 秘書 - 浜崎美保

※各コーナー出演者はタイムテーブルに記載。

### 代理パーソナリティ
本部長代理
- 杉崎真宏[5]（2013年5月7日 - 9日） 親友の刈谷勇（「NISSAN あ、安部礼司〜BEYOND THE AVERAGE」）からの紹介。
- 金田哲（はんにゃ、2013年8月20日）
- 松田洋昌（ハイキングウォーキング、2013年8月21日）
- デッカチャン（2014年7月21日）
- タナカダファミリア（2014年11月17日）
- 森山直太朗（2014年11月18日、2020年3月18日）
- 入江慎也（カラテカ、2014年11月19日）
- 柴田隆浩（忘れらんねえよ、2014年11月20日）
- 田村亮（ロンドンブーツ1号2号、2018年9月25日）
- あべこうじ（2018年9月26日、2020年3月19日、2022年2月16日[6]、2025年5月13日）
- 鈴村健一（2018年9月27日、2021年9月15日、2023年11月22日）
- 中西哲生（2020年3月16日）
- 藤本敏史（FUJIWARA、2020年3月17日）
- 斎藤司（トレンディエンジェル、2020年9月21日）
- 黒沢かずこ（森三中、2020年9月22日、2021年9月16日、2022年2月14日[7]）
- 田中卓志（アンガールズ、2020年9月23日）
- 福田充徳（チュートリアル、2020年9月24日）
- 遠山大輔（グランジ、2021年3月15日、2021年7月29日[8]、2022年2月15日[9]、2023年11月21日）
- 池田一真（しずる、2021年3月16日）
- 岸洋佑（2021年7月28日）
- 小野大輔（2021年9月13日）
- ふかわりょう（2021年9月14日）
- 橋本直（銀シャリ、2021年12月27日）
- 松田大輔（東京ダイナマイト、2022年2月17日[10]）
- おいでやす小田（2022年2月21日）
- とにかく明るい安村（2022年2月22日）
- 眉村ちあき（2022年2月23日）
- 山崎樹範（2022年2月24日）
- 片岡健太（sumika、2022年7月7日）
- 彦摩呂（2022年11月28日）
- お見送り芸人しんいち（2022年11月29日）
- ユージ（2022年11月30日）
- ビッケブランカ（2022年12月1日）
- 徳井義実（チュートリアル、2023年11月20日）
- 森田哲矢（さらば青春の光、2023年11月23日）
- 池田直人（レインボー 、2024年9月4日）
- 文田健一郎（2024年11月11日）
- 奥田修二（ガクテンソク、2024年11月12日）
- 芦沢ムネト（パップコーン、2024年11月13日）
- 松田晋二（THE BACK HORN、2024年11月14日）
- 林よしはる（千葉県南房総市議会議員、2025年5月12日）
- ジャンボたかお（レインボー、2025年5月14日）
- 熊谷茶、福島善成（ガリットチュウ、2025年5月15日）

秘書代理
- 能町みね子（2014年4月21日、2020年11月11日)
- 黒沢かずこ（森三中、2018年10月8日、2019年11月7日、2023年1月18日、2024年1月8日）
- とーやま校長 (2019年11月5日)
- 豊崎愛生 (2019年11月6日)
- 上田まりえ (2020年11月9日)
- 誠子 (尼神インター、2020年11月10日)
- アンミカ (2020年11月12日)
- 手島千尋 (TOKYO FMアナウンサー、2021年11月15日)
- 中川絵美里 (2021年11月16日)
- 坂本美雨 (2021年11月17日)
- 住吉美紀 (2021年11月18日)
- 吉井怜（2023年1月16日）
- かなで（3時のヒロイン、2023年1月17日）
- 高田夏帆（2023年1月19日）
- 山崎怜奈（2024年1月9日）
- 秀島史香（2024年1月10日）
- いとうあさこ（2024年1月11日）
- 佐々木優太（2025年1月6日）
- 吉田明世（2025年1月7日）
- 山本里菜（2025年1月8日）
- アンジェリーナ1/3（Gacharic Spin、2025年1月9日）

特別第2秘書
- 井上小百合（乃木坂46、2013年6月19日） - 「TOKYO FM｜渋谷スペイン坂スタジオ 20th ANNIVERSARY SPECIAL」の一環で『スペイン坂46』として出演。

## 放送時間

### Skyrocket Company

#### 現在
- 月曜日 - 木曜日 17:00 - 20:00（2023年4月3日 - 現在）

#### 過去
- 月曜日 - 木曜日 17:00 - 18:45（2013年4月1日 - 2014年3月31日）
- 月曜日 - 木曜日 17:00 - 19:00（2014年4月1日 - 2018年9月27日）
- 月曜日 - 木曜日 17:00 - 19:52（2018年10月1日 - 2020年3月27日、2022年7月4日 - 2023年3月30日）
- 月曜日 - 木曜日 17:00 - 19:48[11]（2020年3月30日 - 2022年6月30日）

### Skyrocket Company 週末会議
- 金曜日 16:30 - 16:55（2014年4月4日 - 9月26日）
- 金曜日 17:00 - 17:25（2014年10月3日 - 2015年3月27日）

### Skyrocket Company PARCO Hot Seminar
- 金曜日 21:30 - 21:55（2017年4月7日 - 2019年3月29日）

## タイムテーブル
（2025年7月現在）
Skyrocket Company（月 - 木）17:00 - 20:00
生放送によりコーナー開始や番組進行の時間が多少前後する。
- 17:00 オープニング - やしろが一人で登場し、フリートークなどを行い、曲を流す
- 17:08 フリートーク、メニュー紹介、会議テーマ発表
- 17:18 会議テーマメッセージ紹介
- 17:26 TOKYO FM トラフィックレポート（ナカノ商会提供）
- 17:30 湖池屋 歌エーール！（湖池屋提供）[12]
  - （月）のりのりソング
  - （火）恋ケアSONG
  - （水）ピュア唄
  - （木）スコーン！とハマる アンサーソング
- 17:45 会議テーマメッセージ紹介 - 不定期でラジオショッピング等のインフォマーシャルを放送
  - （木）スカロケ餃子の王将食堂～いい話、ごちそうさまです。～（餃子の王将提供） - 2023年2月開始。
- 17:53 TOKYO FM NEWS[13]
- 17:56 TOKYO FM トラフィックレポート（呉工業提供）
- 17:58 17時台エンディング（会議テーマメッセージ紹介）
  - 直前の呉工業のCMが「GORILLA」だった場合、ゴリラやしろ・ゴリラ浜崎となり、ゴリラトークを展開する。
- 18:00 18時台オープニング（フリートーク、会議テーマメッセージ紹介）
  - キリン一番搾り あなたにCongratulations! - 今日おめでたい事のメッセージを紹介し、一緒に乾杯する。
- 18:12 明日の『ONE MORNING』の番宣 - ユージ・吉田明世からの問いかけに対し、やしろ・浜崎が答える形式
- 18:15
  - （月）スカロケ競馬部マンデー（不定期）
  - （月）桃屋の秒メシ！（桃屋提供）[14]
  - （火）家電で快適！生活向上委員会！（ヨドバシカメラ提供　担当：家電アドバイザー 奈津子）[15]
  - （第二水）スカロケ資産運用部（アイ・パートナーズフィナンシャル提供、担当：アイ・パートナーズフィナンシャル上席執行役員 宗正彰）
  - （木）スカロケ移住推進部（各県提供、不定期）[16]
- 18:36 TOKYO FM トラフィックレポート
- 18:40
  - （月・不定期）スカロケ競輪部（公益財団法人JKA提供　ワイルド部員：スギちゃん、顧問：秋田ガラパゴス麻子（サンケイスポーツ競輪担当）、2024年4月開始
  - （木）押忍！スカロケ道場（眠眠打破提供） - 2022年11月3日放送開始
- 18:58 18時台エンディング
- 19:00 19時台オープニング（フリートーク、会議テーマメッセージ紹介）
- 19:05 スカロケ一番搾り（キリン一番搾り提供）[17]
  - （月）行け！今週の一番店（中継レポーター： 週替わり女性レポーター（菖蒲理乃、豊田真希、吉長優））
  - （火）RAPで乾杯！〜アゲ↑ラップ〜[18]（担当：デッカチャン）
  - （水）一番搾りデリバリー～あなたの元に届けます～
  - （木）一番カラオケ
- 19:20 ゲストコーナー（不定期）、会議テーマメッセージ紹介
  - （木）スカロケ競馬部（JRA提供、Glシーズン限定）
- 19:58 エンディング

### Skyrocket Company 週末会議（2014.04 - 2015.03）タイムテーブル
Skyrocket Company 週末会議（金）17:00 - 17:25
- 17:00 オープニング（メッセージ紹介）
- 17:05 フリートーク
- 17:08 ビジネス用語解説
- 17:16 メッセージ紹介
- 17:23 エンディング

### 過去のコーナー
- JT PRECIOUS TIME MEMORIES - 2014年3月3日から20日に、リスナーから寄せられた時にまつわる大切な人を思うエピソードを紹介した。
- サクッと終わらない問題山積みのあなたに、サクッとデリバリー/バリバリ仕事をこなすあなたに、バリッとデリバリー（ハーゲンダッツ提供） - 2014年6月17日から27日に、“会社でピンチ抱えている人”や”仕事をこなしてる人”のメッセージを紹介し、本部長の判断でハーゲンダッツ製品[19]をプレゼントした。
- ファミマカフェ presents 60秒休憩室（ファミリーマート提供） - ファミリーマートのキャンペーン『ちょい足しカフェフラッペ真夏のアイデア杯』に寄せられた、ちょい足しカフェフラッペのアイデアを紹介・試飲した。
- ナツレコ～あの夏の歌～ - 2014年8月に、リスナーから寄せられた思い出の夏の歌を紹介した。
- PARCO Hot Seminar（PARCO提供） - 番組開始から2017年3月まで放送、2017年4月7日から独立番組として金曜日21:30に放送、2019年3月から独立番組コーナーとして最終月曜日に放送、2020年7月「パル処」へリニューアル、2021年3月29日に終了した。
- カーナビAIマンボウ～人間だから悩むんだ～supported by カーセンサー（カーセンサー提供） - 2020年12月から2021年3月の火曜日に放送。2040年から来たアンドロイド「AIマンボウ」が車のカーナビにインストールされていた設定で、リスナーの悩みに答えて相談者に最適な曲を流した。
- 新型コロナウイルス関連情報 - 2020年4月から2021年4月まで、番組冒頭から5 - 10分間程、高橋万里恵が最新情報を伝えた。
- ソニー損保 presents マイ・ドライブ・メモリー（ソニー損保提供）[20]
- イチオシ！動画配信部 supported by dTV （dTV提供　担当：熊谷茶（ガリットチュウ））
- スカロケ狩猟部 supported by 群馬県（群馬県提供） - 2022年2月3日放送開始、2月限定コーナー。
- スカロケ競輪部（公益財団法人JKA提供　マネージャー：田村響華、顧問：秋田ガラパゴス麻子（夕刊フジ記者）、2021年4月 - 2023年1月）
- お悩み解決！スカロケ法務部（オーセンス法律事務所提供）
- 7つの習慣 presents パラダイムシフトセミナー（FCEパブリッシング提供、- 2023年4月まで）[21]
- スカロケからだスマイル部 supported by 日本アクセス （日本アクセス提供）- 2022年1月4日から2023年3月28日までの火曜日[22]
- これが私の働き方!スカロケ ディーセントワーク推進部（ディーセントワーク提供） - 2022年1月5日から2023年3月29日までの水曜日

### その他のコーナー
医療現場を応援 - 在京民放ラジオ放送局5社と東京都病院協会の共同プロジェクト「新型コロナウイルスと戦う医療現場の支援」関連コーナー。

## スカレコ〜社員のうた〜
「Skyrocket Company」が社員（＝リスナー）のみなさんへレコメンドする、「やる気着火」ソング。
| 2014年 | 2014年                                            | 2014年                             |
| 月     | 曲名                                              | 歌手名・ユニット名                 |
| ------ | ------------------------------------------------- | ---------------------------------- |
| 4月    | 革命                                              | 黒木渚                             |
| 5月    | 明日への賛歌                                      | flumpool                           |
| 6月    | タイトルコールを見ていた                          | 忘れらんねえよ                     |
| 7月    | No Way                                            | Czecho No Republic                 |
| 8月    | TOKYO Dreamer                                     | NICO Touches the Walls             |
| 9月    | NOW ON AIR                                        | 赤い公園                           |
| 10月   | 東京                                              | きのこ帝国                         |
| 11月   | ライブオアライブ                                  | HOWL BE QUIET                      |
| 12月   | かなわないゆめ                                    | 秀吉                               |
| 2015年 |                                                   |                                    |
| 月     | 曲名                                              | 歌手名・ユニット名                 |
| 1月    | 時空間旅行代理時計                                | ウソツキ                           |
| 2月    | 神様も言う通りに                                  | BIGMAMA                            |
| 3月    | ワタリドリ                                        | [Alexandros]                       |
| 4月    | トロピカリア                                      | go!go!vanillas                     |
| 5月    | Stairway                                          | 降谷建志                           |
| 6月    | 世界は時々美しい                                  | 戸渡陽太                           |
| 7月    | サンライズジャーニー                              | GLIM SPANKY                        |
| 8月    | HOPE                                              | WANIMA                             |
| 9月    | すずらん行進曲                                    | 関取花                             |
| 10月   | 宴の合図                                          | TOTALFAT                           |
| 11月   | 遠い未来と近い将来                                | HIRAO KOJO THE GROUP SOUNDS        |
| 12月   | 泣くなよ                                          | 赤色のグリッター                   |
| 2016年 |                                                   |                                    |
| 月     | 曲名                                              | 歌手名・ユニット名                 |
| 1月    | YAMABIKO                                          | NakamuraEmi                        |
| 2月    | スーパーワーカー                                  | go!go!vanillas                     |
| 3月    | 青い空（HyperVer.）                               | 永原真夏                           |
| 4月    | I'll do my best                                   | 三戸なつめ                         |
| 5月    | 原色                                              | ストレイテナー                     |
| 6月    | Clap Clap                                         | Official髭男dism                   |
| 7月    | リーマンビートボックス                            | SAKANAMON                          |
| 8月    | For You                                           | WANIMA                             |
| 9月    | Pretty good!!                                     | MONGOL800                          |
| 10月   | 銀河鉄道                                          | T/ssue                             |
| 11月   | SUPER!!                                           | フジファブリック                   |
| 12月   | アンサー                                          | BUMP OF CHICKEN                    |
| 2017年 |                                                   |                                    |
| 月     | 曲名                                              | 歌手名・ユニット名                 |
| 1月    | 美しい日                                          | SUPER BEAVER                       |
| 2月    | 火とリズム                                        | 10-FEET                            |
| 3月    | らしくあれと                                      | G-FREAK FACTORY                    |
| 4月    | our time city                                     | yonige                             |
| 5月    | フォーエバー                                      | D.W.ニコルズ                       |
| 6月    | journey                                           | 赤い公園                           |
| 7月    | Story of Our Life                                 | 平井 大                            |
| 8月    | 千%                                               | KICK THE CAN CREW                  |
| 9月    | 解放区への旅                                      | 黒木渚                             |
| 10月   | How many people did you say "GoodBye"             | 2                                  |
| 11月   | また、明日                                        | [Alexandros]                       |
| 12月   | WINNER                                            | flumpool                           |
| 2018年 |                                                   |                                    |
| 月     | 曲名                                              | 歌手名・ユニット名                 |
| 1月    | ハンアンコタ                                      | AL                                 |
| 2月    | Ko-Ou-Doku-Mai                                    | KEMURI                             |
| 3月    | Bluemin' Days                                     | Yogee New Waves                    |
| 4月    | Here we go!!                                      | 竹原ピストル                       |
| 5月    | EVERGREEN                                         | KOTORI                             |
| 6月    | わたしはわたしのためのわたしでありたい            | ヒグチアイ                         |
| 7月    | 衝動のファンファーレ                              | 松室政哉                           |
| 8月    | Magical Feelin'                                   | 夜の本気ダンス                     |
| 9月    | 勇気をください                                    | THE BOYS&GIRLS                     |
| 10月   | Your Song                                         | Mr.Children                        |
| 11月   | あのころ見た光                                    | 緑黄色社会                         |
| 12月   | Dreams                                            | LAMP IN TERREN                     |
| 2019年 |                                                   |                                    |
| 月     | 曲名                                              | 歌手名・ユニット名                 |
| 1月    | カーテンコール                                    | 浜端ヨウヘイ                       |
| 2月    | Sweet and Sour                                    | Nulbarich                          |
| 3月    | アンコール                                        | 石崎ひゅーい                       |
| 4月    | Door                                              | 岸洋佑                             |
| 5月    | STORY                                             | never young beach                  |
| 6月    | 風になる                                          | Lucky Kilimanjaro                  |
| 7月    | 東京                                              | アルコサイト                       |
| 8月    | Shine                                             | 韻シスト                           |
| 9月    | ICBU                                              | 向井太一                           |
| 10月   | 花                                                | the paddles                        |
| 11月   | Hi Ho                                             | Czecho No Republic                 |
| 12月   | 9inch Space Ship                                  | 秦基博                             |
| 2020年 |                                                   |                                    |
| 月     | 曲名                                              | 歌手名・ユニット名                 |
| 1月    | BORDERLESS                                        | 雨のパレード                       |
| 2月    | 今日のこと                                        | くっつくパピー                     |
| 3月    | Avalanche                                         | ビッケブランカ                     |
| 4月    | hope                                              | マカロニえんぴつ                   |
| 5月    | Flow                                              | Maica_n                            |
| 6月    | 灯火                                              | Vaundy                             |
| 7月    | サバイブ                                          | GAKU-MC                            |
| 8月    | 東京にて                                          | ヒグチアイ                         |
| 9月    | HEY!                                              | 片平里菜                           |
| 10月   | ワーカホリック                                    | LAMP IN TERREN                     |
| 11月   | Alma                                              | C&K                                |
| 12月   | Gaming Party Xmas                                 | ぜったくん                         |
| 2021年 |                                                   |                                    |
| 月     | 曲名                                              | 歌手名・ユニット名                 |
| 1月    | 本音                                              | sumika                             |
| 2月    | Futura                                            | YAJICO GIRL                        |
| 3月    | 空ノムコウ                                        | マハラージャン                     |
| 4月    | 走れ！                                            | molly                              |
| 5月    | Best Friend                                       | BIGMAMA                            |
| 6月    | GOOD and BAD                                      | 変態紳士クラブ                     |
| 7月    | 波乗りnammy                                       | peanut butters                     |
| 8月    | 君の隣、太陽の下で                                | moumoon                            |
| 9月    | 素晴らしい日々                                    | 時速36km                           |
| 10月   | 今日の歌                                          | カネヨリマサル                     |
| 11月   | 再生                                              | ハンブレッダーズ                   |
| 12月   | 小さな幸せ                                        | ケツメイシ                         |
| 2022年 |                                                   |                                    |
| 月     | 曲名                                              | 歌手名・ユニット名                 |
| 1月    | 背中                                              | カネヨリマサル                     |
| 2月    | 告白ステップス                                    | 眉村ちあき                         |
| 3月    | 愛してるって言ってみな                            | 森山直太朗                         |
| 4月    | 恋のジャーナル                                    | THE 2                              |
| 5月    | HOPE                                              | 平井 大                            |
| 6月    | 風の唄                                            | 高田夏帆                           |
| 7月    | SHUTTER CHANCE                                    | Hi Cheers!                         |
| 8月    | ピノ                                              | ズーカラデル                       |
| 9月    | くびったけ                                        | yama                               |
| 10月   | 音楽                                              | ODD Foot Works                     |
| 11月   | 居酒屋地球                                        | daisuke katayama                   |
| 12月   | Someday                                           | 清竜人                             |
| 2023年 |                                                   |                                    |
| 月     | 曲名                                              | 歌手名・ユニット名                 |
| 1月    | TOKYO ED everything feat.キタニタツヤ＆クボタカイ | KERENMI                            |
| 2月    | らしく                                            | ヤングスキニー                     |
| 3月    | 最終兵器ディスコ                                  | 少年キッズボウイ                   |
| 4月    | 【スカレコ10周年記念ソング】お疲れさまです        | ぜったくん                         |
| 5月    | 衝動DO feat. 在日ファンク                         | s**t kingz                         |
| 6月    | たいしたもんだよ                                  | 森大翔                             |
| 7月    | スカロケ音頭                                      | —                                  |
| 8月    | 夕方の僕らは                                      | 思い出野郎Aチーム                  |
| 9月    | crop                                              | オレンジスパイニクラブ             |
| 10月   | 踊れるMUSIC                                       | The Cheserasera                    |
| 11月   | トランジスタレディオ                              | SUKEROQUE                          |
| 12月   | Welcome                                           | Chilli Beans.                      |
| 2024年 |                                                   |                                    |
| 月     | 曲名                                              | 歌手名・ユニット名                 |
| 1月    | プラズマクラシックミュージック                    | （夜と）SAMPO                      |
| 2月    | 大航海                                            | ヒグチアイ                         |
| 3月    | 春よ来い                                          | YONA YONA WEEKENDERS               |
| 4月    | ユメのはじまり。                                  | グソクムズ                         |
| 5月    | ふたりごと                                        | UEBO & BAGDAD CAFE THE trench town |
| 6月    | ルバート                                          | ヨルシカ                           |
| 7月    | 痛いの飛んでゆけ                                  | パーカーズ                         |
| 8月    | 寶船 feat. フレンズ                               | ザ・おめでたズ                     |
| 9月    | 聴いて！                                          | 浪漫革命                           |
| 10月   | Goodな夜を                                        | ラッキーセベン                     |
| 11月   | 幸福ミュージック                                  | 眉村ちあき                         |
| 12月   | 魔法使いになりたくて                              | LAYRUS LOOP                        |
| 2025年 |                                                   |                                    |
| 月     | 曲名                                              | 歌手名・ユニット名                 |
| 1月    | 奥二重で見る                                      | ハク。                             |
| 2月    | ベイベー                                          | 鈴木実貴子ズ                       |
| 3月    | 通過点                                            | 森大翔                             |
| 4月    | ラプソディ                                        | BILLY BOO                          |
| 5月    | Lucky 4 You feat. chelmico                        | ザ・おめでたズ                     |
| 6月    | どん底                                            | SIX LOUNGE                         |
| 7月    | Supernice (feat. トリプルファイヤー吉田)          | Helsinki Lambda Club               |
| 8月    | ちゃんと                                          | Furui Riho                         |

## イベント
- スカロケ社員親睦会（2013年9月10日、渋谷パルコpart1 DEN Rokuen-Tei） - 社員親睦会兼合コンイベント。日本合コン協会の絵音会長全面プロデュースで行われた。
- Skyrocket Company ライブミーティング Vol.1 勤曜感謝祭 Supported by ICE-WATCH（2013年11月22日、SHIBUYA-AX） - 出演は、Charisma.com、RHYMESTAR。イベント名は金曜日と勤労感謝の日とを掛けたもの。入場者は、本部長の採用ハンコ押印の特製メモパッドが配布され、ICE-WATCHとコラボイベントしたバックステージパスにもなるICE-WATCHが抽選でプレゼントされた。
- hacco presents 勤曜ガールズ感謝祭（2014年7月18日、青山ベロア） - マルコメのエナジードリンク「hakko」とコラボレーションして女性限定で、 黒木渚、Ms.OOJA、囲碁将棋が出演した。
- Skyrocket Company×東京ヤクルトスワローズ 大応援スペシャル!（毎年7月頃、神宮球場） - 球団公式マスコットつば九郎と球団広報の度会博文からの「チームを上昇気流に乗せてほしい！」という依頼に応え、神宮球場で開催される東京ヤクルトスワローズ主催試合を「Skyrocket Companyワンデー」とし、番組コラボTシャツ付きチケットを発売し、秘書の始球式、巨大カラービジョンに本部長登場などでチームを盛り上げた[25]。
- スカロケ大盆踊り大会 in 大師夏まつり 2023（2023年8月20日、西新井大師）- 番組10周年を記念して、「大師夏まつり2023」とのコラボとして行われた、スカロケの出演者と総勢1,000名のリスナーによるファンミーティング。[26]